# Beobachter (Zeitschrift)
Der Beobachter ist ein 1926 gegründetes Schweizer Medium mit Fokus auf Recht und Gerechtigkeit.
Der Beobachter wird seit 2023 von der Ringier Medien Schweiz herausgegeben. Chefredaktor ist Dominique Strebel, CEO Ladina Heimgartner. Er hat eine WEMF-beglaubigte Auflage von 234'573 (Vj. 237'266) verkauften bzw. 254'519 (Vj. 292'845) verbreiteten Exemplaren und eine Reichweite von 823'000 (Vj. 828'000) Lesern.

## Geschichte
Gegründet wurde die Zeitschrift im Jahre 1926 von Max Ras. Ras war Verleger, Redaktor und Aktionär in einer Person. Im Januar 1927 wurde die erste Ausgabe in einer beglaubigten Auflage von 661'404 Exemplaren gratis an alle Haushalte der Deutschschweiz verteilt. Zu dieser Zeit erschien der Beobachter noch monatlich. Der Titel lautete bis 1995 Der Schweizerische Beobachter.
Der Beobachter war 1972 massgeblich daran beteiligt, dass die Zwangsadoptionen von Kindern von Fahrenden, angeordnet durch die Organisation Kinder der Landstrasse, in den Mittelpunkt des öffentlichen Interesses rückten, und 1978 an der Lancierung einer Volksinitiative, welche den Weg für das erste Schweizer Opferhilfegesetz bereitete.
Der Beobachter war 1995 die erste Zeitschrift der Schweiz mit einer Internetpräsenz.
2007 übernahm der europaweit expandierende Medienkonzern Axel Springer AG den Beobachter. Die Schweizer Mediengewerkschaft Comedia teilte ihre Besorgnis mit: Die Konzentration im Schweizer Medienbereich werde mit der Übernahme des Jean-Frey-Verlags durch das deutsche Springer-Verlagshaus fortgesetzt. Die Gewerkschaft mache sich generell Sorgen darüber, wie sich dieser Prozess europaweit auf die journalistische Unabhängigkeit und die publizistische Vielfalt auswirke. Es gehe auch um den Schutz der kritischen Linie der beiden Jean-Frey-Titel Beobachter und Bilanz.
2015 wurde der Beobachter als Teil von Axel Springer Schweiz in ein neu gegründetes Joint Venture von Ringier und Axel Springer, der Ringier Axel Springer Schweiz AG, eingebracht.
2023 übernahm Ringier Axel Springers Anteil am Beobachter, durch die Übernahme von des Joint Venture Ringier Axel Springer Schweiz.

## Inhalte
Der Beobachter behandelt vor allem rechtliche Themen aus dem Alltag an praktischen Beispielen. Das Spektrum ist breitgefächert: Arbeitsrecht, Mietrecht, Geldthemen, sozialpolitische und -rechtliche Themen, Familienrecht, Konsumentenfragen, Umweltschutz. Neben Informationen bietet der Beobachter zudem eine Rechtsberatung und -unterstützung für Abonnenten. Im hauseigenen «Beobachter Verlag» werden Ratgeber zu den verschiedensten Themen herausgegeben. Sporadisch erscheinende Zusatzbeilagen behandeln Themen wie «50+», «Bauen und Wohnen», Ernährungs- und Gesundheitsthemen und dergleichen.

## Stiftung SOS Beobachter & Prix Courage
Die vom Beobachter initiierte wohltätige Stiftung «SOS Beobachter» sammelt Geld für in der Schweiz ansässige Menschen in Not. Mit dem zum Beobachter gehörenden Prix Courage werden Menschen ausgezeichnet, die mutige Taten vollbracht oder Zivilcourage bewiesen haben.

## Präsenz im Internet, TV und Radio
Seit 1999 werden zahlreiche Artikel des Hefts online angeboten. Die aktuelle Ausgabe ist in Teilen frei verfügbar, das vollständige Ausgaben-Archiv steht jedoch nur Abonnenten zur Verfügung. Der heutige Internetauftritt bietet Themenforen an (Computer, Gesundheit, Erziehung, Selbsthilfe, Trennung/Scheidung etc.), welche auch von Nichtabonnenten genutzt werden können.
Seit 2016 produziert der Beobachter verstärkt Bewegtbild-Inhalte, welche via Website, Youtube und Facebook frei verfügbar sind.
Von 2013 bis 2016 zeigte das Schweizer Radio und Fernsehen SRF die TV-Serie Beobachter TV. Die vom Beobachter in Zusammenarbeit mit dem Schweizer Fernsehen und Faro TV produzierte Coaching-Serie unterstützt Menschen in schwierigen Lebenssituationen. Die Reihe wurde staffelweise im Wochenrhythmus auf den Kanälen SRF 1 und SRF zwei ausgestrahlt.
In der 2016 eingestellten Radiosendung Ein Fall für SRF 3 von Radio SRF 3 wurde jeweils mittwochs von 10 bis 11 Uhr eine bestimmte Fragestellung behandelt und von Beobachter-Experten analysiert.
Seit 2024 erscheinen die Recherchen, Geschichten und Ratgebertexte des Beobachter online, gedruckt und in der Beobachter-App.